# 清原秀美
清原秀美（きよはら ひでみ、1994年12月27日 - ）は、日本の女性ラジオパーソナリティ。エフエム熊本のロアッソ熊本応援番組「RoassoLinks」を担当している。

## 人物
- 熊本県熊本市出身。
- 熊本信愛女学院高校、熊本県立大学卒。
- 血液型はA型。愛称は「ひでみん」。
- 現在はラジオパーソナリティ。以前はロアッソ熊本スタジアムDJアシスタントをしていた。
- クラシックバレエ経験者である。10年続けたあと熊本県立大学でチアダンスサークルに所属、プロスポーツの専属チアグループも務めた。
- 英語検定2級を持っている。
- 座右の銘は、「現状に満足しないこと。与えられた場所に感謝すること。常に謙虚でいること。」
- メディアの仕事にチャレンジしたきっかけは、小学生の時に人見知りな性格を直したかったから。また、地域の夏祭りの司会をしていたアナウンサーを見て自分に持っていないものを持っているアナウンサーへ憧れたこと。

## 出演番組
- 使えるテレビ　2012年
- JCOM 月刊ロアッソ　2013年〜2015年
- がまだせロアッソ　2015年
- JCOM デイリーニュース　キャスター
- FMK Roasso Links 2017年〜

【ゲスト出演】
- 黒木よしひろのけいりん行くバイ！
- シティFM ロアッソ魂
- RKKラジオ